# إل بيرسيال (محطة مترو أنفاق مدريد)
إل بيرسيال (بالإسبانية: El Bercial) هي محطة مترو أنفاق في مدريد في إسبانيا، تقع على الخط رقم 12.